# 中華民國全國中小企業總會
社團法人中華民國全國中小企業總會（英語：National Association of Small & Medium Enterprises, R.O.C.，NASME），簡稱全國中小企業總會，成立於1972年7月17日，前身為中華民國中小企業協會，以促進中小企業發展為宗旨，為廣大中小企業建言，並配合政府政策，扮演中小企業與政府溝通的橋樑。
為獎勵經營卓越的中小企業，1992年時任理事長李成家舉辦第一屆「國家磐石獎 （页面存档备份，存于）」，並陸續舉辦「海外台商磐石獎」，迄今獲得表揚企業總數逾400家，一半以上已經上市(櫃)，是中小企業標竿典範。
本會自2009年起即開始關注二代接班議題，創辦「新一代企業家研習營」形塑國內獨有的主題培訓生態系，2018年在理事長李育家支持推動下，正式成立「二代大學 （页面存档备份，存于）」，致力成為臺灣企業開啟成功傳承的典範金鑰。

## 歷任理事長
目前（第十五屆）理事長為李育家，副理事長為歐淑芳、陳萬來和林倬立。
- 戴勝通：第十屆
- 林秉彬：第十一～十二屆
- 林慧瑛：第十二屆～十三屆
- 李育家：現任(第十四屆~迄今)

## 組織架構
全國中小企業總會之組織架構如下：
會員大會
- - 理事長
    - 秘書長、副秘書長、行政長
      - 行政中心
      - 營運一部
        - 企服中心
        - 企發中心

      - 營運二部
        - 職發中心
        - 創輔中心

      - 營運三部
        - 企研中心
        - 創發中心

## 外部連結
- 官方网站（中文）